# Gerenciamento de ciclo de vida de produto

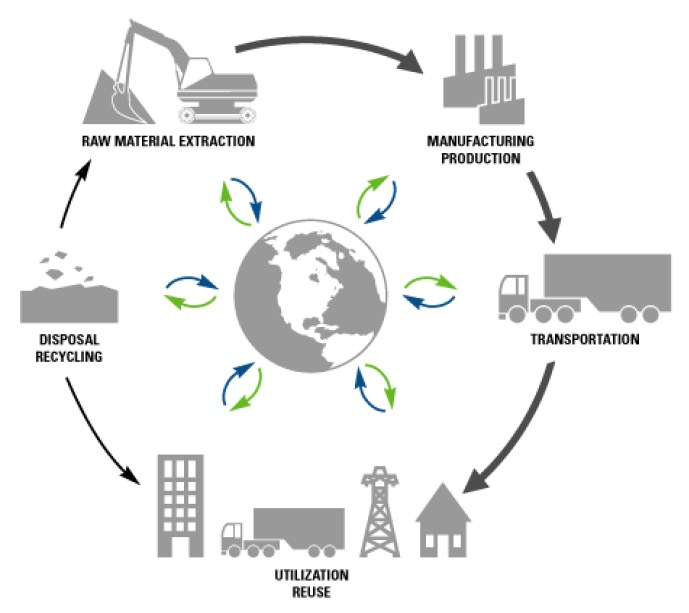
Um ciclo de vida de produtos genérico.

O gerenciamento de ciclo de vida de produto, em inglês Product Lifecycle Management (PLM), é, no ramo da indústria, o processo de gerenciamento completo do ciclo de vida de um produto, desde a sua concepção, passando pelo desenvolvimento e manufatura, até a sua entrada em serviço operacional.
O PLM compreende a integração de: pessoas, dados, processos e sistemas de negócio provendo um canal de informações sobre um produto para empresas e seus parceiros.
Exemplo de uma ferramenta que usa a metodologia PLM.
Matrix, ferramenta que gerencia através de versões e releases cada arquivo relacionado ao produto.
Através de fluxo como mostrado ao lado, nele se mostra o seguinte:
1 - o Design trabalho no arquivo.
2 - O Senior design faz uma revisão do arquivo.

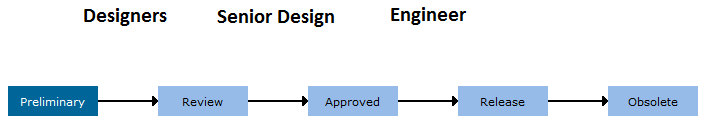

3 - O engenheiro verifica e passa o arquivo de approved para release.

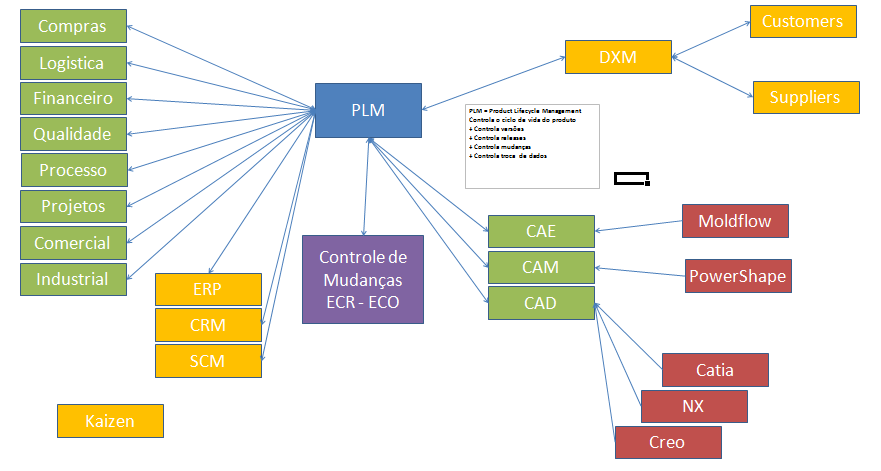

O que se pode fazer em uma ferramenta PLM.
- Controle de dados de produto através de controle de versões e releases.
- Controle de troca de dados entre a empresa e seus fornecedores e clientes, tanto enviando como recebendo, o PLM mantém todo o histórico dessas trocas de dados.
- Controle de mudança de engenharia, quando uma determinada parte do produto está ok, mas por requisição do cliente, ou outros, se faz uma requisição de mudança de engenharia (ECR), que tudo aprovado no meio do fluxo a ECR cria uma ordem de mudança(ECO), o CAD modifica, daí tem os fluxos no R&D pra isso, então a ECO e ECR se completam.
- Existe também ECR que muda o produto do desenvolvimento do R&D para a manufatura, criando assim uma BOM (Bill Of Materials ou lista de materiais) no ERP, mais comumente se usa o SAP.
- Atas de reuniões, apresentações sobre o produto, propostas comerciais, tudo isso pode ser armazenado e controlado no PLM.
- Nele se pode gerenciar os projetos.
- Documentos de análises de laboratório, testes físicos e químicos, entre outros, medições feitas na metrologia (Usando PC-DMIS em uma maquina de medição tridimensional).
- Existem ferramentas excelentes para que a empresa tenha todo esse controle, as mais conhecidas são o Matrix e Enovia da Dassault Systemes e o TeamCenter da Siemens. Cito elas como ferramentas completas de PLM.

## Fashion PLM
Com um software de Fashion PL é possível integrar toda a cadeia produtiva e de desenvolvimento de coleções de moda.
Grandes marcas de modas já utilizam softwares de Fashion PLM para integrar os setores de produção, desde a concepção do conceito da coleção, passando pela explosão do mix da coleção, briefing para fornecedores, solicitação/aprovação de pilotos, até a peça Lacre.
Também é possível integrar fornecedores, pessoas e departamentos envolvidos no processo, fichas técnicas únicas, junto ao histórico completo dos produtos, ciclo de vida, alterações, prazos, cronogramas.
Alguns softwares, como o uFlow da uMode, cadastram as informações automaticamente no ERP via integração.
De maneira transparente, centralizada e fácil, um software de fashion PLM permite aumentar a produtividade e gestão da coleção de moda.